# Liste der Kulturdenkmale in Chemnitz-Rabenstein
In der Liste der Kulturdenkmale in Chemnitz-Rabenstein sind die Kulturdenkmale des Chemnitzer Stadtteils Rabenstein verzeichnet, die bis September 2024 vom Landesamt für Denkmalpflege Sachsen erfasst wurden (ohne archäologische Kulturdenkmale). Die Anmerkungen sind zu beachten.
Diese Aufzählung ist eine Teilmenge der Liste der Kulturdenkmale in Chemnitz.

## Liste der Kulturdenkmale in Chemnitz-Rabenstein
| Bild                                    | Bezeichnung | Lage                                                                                 | Datierung | Beschreibung | ID       |
| --------------------------------------- | --- | ------------------------------------------------------------------------------------ | --- | --- | -------- |
|                                         | Wohnhaus in offener Bebauung mit Garten | Am weißen Stein 16 (Karte)                                                           | Um 1930 | Qualitätvoller traditionalistischer Wohnbau mit charakteristischem Klinkerdekor, unverändert erhalten, baugeschichtlich von Bedeutung | 09204801 |
| Weitere Bilder                          | Wohnstallhaus eines Dreiseithofs | Boettcherstraße 3 (Karte)                                                            | Um 1700 | Großes Bauernhaus mit mächtigem Schopfwalmdach und teilweise erhaltener Fachwerkkonstruktion, bedeutsam aufgrund der Nachbarschaft zur Rabensteiner Kirche, baugeschichtlich von Bedeutung | 09204955 |
|                                         | Mietshaus mit Vorgarten | Burgstraße 7 (Karte)                                                                 | Um 1920 | Qualitätvoller Mietsbau mit turmartiger Eckausbildung und differenzierter Putzgliederung, im Reformstil der Zeit nach 1910, baugeschichtlich von Bedeutung | 09204935 |
|                                         | Mietvilla mit Vorgarten | Burgstraße 8 (Karte)                                                                 | Um 1910 | Qualitätvoller Wohnbau mit Turmanbau und Holzloggia, baugeschichtlich von Bedeutung | 09204936 |
| Weitere Bilder                          | Pfarrhaus mit Garten und Einfriedungsmauer | Georgenkirchweg 1 (Karte)                                                            | Um 1790 (Dendro) | Stattlicher, breit gelagerter Bau in unmittelbarer Nachbarschaft der Kirche, sichtbare Fachwerkkonstruktion im Obergeschoss, bau- und ortsgeschichtlich von Bedeutung | 09204785 |
| Weitere Bilder                          | St. Georg-Kirche mit Ausstattung, ehemaligem Kirchhof, Einfriedungsmauer, Stützmauer an der Kirche und drei Gedenkbäumen                                                                                                  | Georgenkirchweg 2 (Karte)                                                            | 1852–1854 (Kirche); 1595 (Taufe); 1620 gestiftet (Altar); 16. und 17. Jh. (Grabdenkmäler)                                                   | Kirchenbau in erhöhter, ortsbildprägender Lage, qualitätvoller neogotischer Bau mit hohem Westturm und markanten Strebepfeilern aus Porphyr und Schiefer, bedeutender sächsischer Kirchenbau der frühen Neogotik, baugeschichtlich, künstlerisch, ortsbildprägend und geschichtlich von Bedeutung | 09204971 |
|                                         | Kriegerdenkmal für die Gefallenen des Deutsch-Französischen Krieges | Georgenkirchweg 2 (Karte)                                                            | Bezeichnet mit 1875 | Künstlerisch und ortsgeschichtlich von Bedeutung, an der Südseite der Kirche neogotischer Gedenkstein zur Erinnerung an die Gefallenen des Krieges von 1870/71 | 09307413 |
|                                         | Mietshaus in offener Bebauung, mit Vorgarten und seitlicher Einfriedung | Georgenkirchweg 4 (Karte)                                                            | Um 1930 | Zurückhaltender, jedoch anspruchsvoll gestalteter und sehr gut erhaltener traditionalistischer Mietsbau, Krümmung des Baukörpers thematisiert wirkungsvoll die städtebauliche Situation, baugeschichtliche Bedeutung | 09204956 |
|                                         | Wohnhaus, Remise und Brunnen | Georgenkirchweg 21 (Karte)                                                           | 18. Jahrhundert (Wohnhaus); 1930 (Remisengebäude)                                                                                           | Stattlicher ländlicher Wohnbau, Fachwerkkonstruktion im Obergeschoss, Remise im Hof im Stil der 1920er Jahre, baugeschichtlich von Bedeutung | 09204967 |
|                                         | Turnhalle | Georgenkirchweg 28 (Karte)                                                           | Um 1925 | Gut erhaltener traditionalistischer Turnhallenbau mit barocken Formanklängen in sehr gutem Erhaltungszustand, baugeschichtlich und sozialgeschichtlich von Bedeutung | 09204965 |
|                                         | Scheune und Seitengebäude eines ehemaligen Vierseithofes | Georg-Weerth-Straße 5 (Karte)                                                        | 1. Hälfte 19. Jahrhundert (Seitengebäude); 1907 (Scheune)                                                                                   | Original erhaltene ländliche Wirtschaftsgebäude mit sichtbarer bzw. unter Verkleidung erhaltener Fachwerkkonstruktion, baugeschichtlich von Bedeutung | 09204784 |
|                                         | Wohnhaus | Georg-Weerth-Straße 11 (Karte)                                                       | Bezeichnet mit 1852 | Typisches ländliches Wohnhaus mit hohem Satteldach und erhaltener Fachwerkkonstruktion im Obergeschoss, baugeschichtlich von Bedeutung | 09204781 |
| Direkt Bild zu diesem Denkmal hochladen | Scheune eines Bauernhofes (vermutlich ehemaliger Vierseithof) | Georg-Weerth-Straße 13 (Karte)                                                       | 3. Drittel 19. Jahrhundert | Original erhaltene Scheune in sichtbarer Fachwerkkonstruktion, baugeschichtlich von Bedeutung | 09204782 |
|                                         | Wohnhaus | Georg-Weerth-Straße 19 (Karte)                                                       | 1. Hälfte 19. Jahrhundert | Ländlicher Wohnbau, Fachwerk im Obergeschoss, baugeschichtlich und sozialgeschichtlich von Bedeutung | 09303173 |
|                                         | Wohnhaus | Georg-Weerth-Straße 26 (Karte)                                                       | 1. Drittel 19. Jahrhundert | Ländliches Wohnhaus mit Fachwerkobergeschoss und Schopfwalmdach, baugeschichtlich von Bedeutung | 09204951 |
|                                         | Wohnhaus | Georg-Weerth-Straße 27 (Karte)                                                       | Bezeichnet mit 1836 | Ländlicher Wohnbau mit sichtbarer Fachwerkkonstruktion im Obergeschoss, baugeschichtlich von Bedeutung | 09204963 |
|                                         | Wohnhaus | Georg-Weerth-Straße 30 (Karte)                                                       | 2. Viertel 19. Jahrhundert | Einfacher ländlicher Wohnbau, unter Verkleidung Fachwerkkonstruktion im Obergeschoss erhalten, baugeschichtlich von Bedeutung | 09204962 |
|                                         | Wohnhaus | Hans-Benz-Straße 6 (Karte)                                                           | 2. Drittel 19. Jahrhundert | Typischer ländlicher Wohnbau mit unter Verkleidung erhaltener Fachwerkkonstruktion im Obergeschoss, baugeschichtlich von Bedeutung | 09204773 |
|                                         | Wohnhaus | Hans-Benz-Straße 9 (Karte)                                                           | 2. Drittel 19. Jahrhundert | Typischer ländlicher Wohnbau mit unter Verkleidung erhaltenem Fachwerk im Obergeschoss, baugeschichtlich von Bedeutung | 09204769 |
|                                         | Wohnhaus | Hans-Benz-Straße 10 (Karte)                                                          | 2. Drittel 19. Jahrhundert | Typischer ländlicher Wohnbau mit unter Verkleidung erhaltener Fachwerkkonstruktion im Obergeschoss, baugeschichtlich von Bedeutung | 09204768 |
| Direkt Bild zu diesem Denkmal hochladen | Wohnhaus | Hans-Benz-Straße 17 (Karte)                                                          | 1. Drittel 19. Jahrhundert | Typisches ländliches Wohnhaus mit mächtigem Schopfwalmdach und unter Verkleidung erhaltener Fachwerkkonstruktion im Obergeschoss, baugeschichtlich von Bedeutung | 09204780 |
| Direkt Bild zu diesem Denkmal hochladen | Wohnhaus | Hans-Benz-Straße 20 (Karte)                                                          | 2. Viertel 19. Jahrhundert | Typisches ländliches Wohnhaus mit unter Verkleidung erhaltener Fachwerkkonstruktion im Obergeschoss, baugeschichtlich von Bedeutung | 09204788 |
|                                         | Brauerei mit Bierkeller | Kieselhausenstraße 1a (Karte)                                                        | Ende 19. Jahrhundert | Historisches Brauereigebäude mit bemerkenswerten kreuzgewölbten Innenräumen und darunterliegenden Kellern, zusammengehörig mit gegenüberliegendem Gebäude Nr. 2, baugeschichtlich von Bedeutung | 09204794 |
|                                         | Gebäude einer Brauerei mit Wohnhaus | Kieselhausenstraße 2 (Karte)                                                         | Ende 19. Jahrhundert | Markantes, mit seinem Gegenüber Nr. 1a die Straße ehemals symmetrisch rahmendes Brauereigebäude mit rückwärtig anschließender Wohnhauserweiterung, beide Bauphasen im Originalzustand, baugeschichtlich von Bedeutung | 09204789 |
|                                         | Turnhalle mit teilweise zu Wohnzwecken genutztem Kopfbau | Kieselhausenstraße 3 (Karte)                                                         | Ende 19. Jahrhundert | Außen und innen weitgehend original erhaltener Turnhallenbau, wichtig als Zeugnis der „Sportstadt Chemnitz“, baugeschichtlich und sozialgeschichtlich von Bedeutung | 09204790 |
|                                         | Wohnhaus und Handschwengelpumpe | Kieselhausenstraße 17 (Karte)                                                        | 2. Viertel 19. Jahrhundert | Typisches, ortsbildprägendes ländliches Wohnhaus, im Obergeschoss unter vorgeblendetem Fachwerk die originale Fachwerkkonstruktion vermutlich weitgehend erhalten, baugeschichtlich von Bedeutung | 09204791 |
| Weitere Bilder                          | Wohnhaus in offener Bebauung mit rückwärtigem Stallanbau, Vorgarten und Einfriedung | Limbacher Straße 337 (Karte)                                                         | Um 1900 | Stattlicher Ziegelbau mit qualitätvollen Details, ersetzt ein ehemals zu Nr. 339 gehöriges Seitengebäude, baugeschichtlich von Bedeutung | 09204796 |
|                                         | Wohnstallhaus eines ehemaligen Bauernhofes | Limbacher Straße 339 (Karte)                                                         | Um 1800 | Stattliches Bauernhaus mit mächtigem, für das Ortsbild bestimmendem Schopfwalmdach und unter Verkleidung erhaltener Fachwerkkonstruktion im Obergeschoss, baugeschichtlich von Bedeutung | 09204795 |
|                                         | Fabrik mit Verwaltungsgebäude, dreigeschossigem Fertigungsgebäude und Remise sowie Vorgarten | Limbacher Straße 349 (Karte)                                                         | Im Kern 2. Drittel 19. Jahrhundert (Verwaltungsgebäude); 1920er Jahre (Fabrikgebäude und Remisengebäude)                                    | Dreigeschossigem Fertigungsgebäude und Remise sowie Vorgarten; einheitlich gestalteter Fabrikkomplex, traditionalistische Architekturhaltung, weitestgehend unverändert, baugeschichtlich und industriegeschichtlich von Bedeutung | 09204776 |
|                                         | Wohnhaus (Nr. 428) mit seitlich angebautem Hinterhaus (Nr. 426) | Limbacher Straße 428 (Karte)                                                         | 2. Drittel 19. Jahrhundert | Bemerkenswertes Ensemble ländlicher Wohnbauten, womöglich unter Putz erhaltene Fachwerkkonstruktion im Obergeschoss, markante Staffelung, baugeschichtlich von Bedeutung | 09204771 |
|                                         | Ländliches Wohnhaus (vermutlich Häusleranwesen) | Limbacher Straße 438 (Karte)                                                         | 2. Drittel 19. Jahrhundert | Kleines, besonders gut erhaltenes ländliches Wohnhaus mit sichtbarer Fachwerkkonstruktion im Obergeschoss, baugeschichtlich von Bedeutung | 09204772 |
|                                         | Ländliches Wohnhaus und Gartenhäuschen | Louis-Schreiter-Straße 4 (Karte)                                                     | 2. Viertel 19. Jahrhundert (Wohnhaus); um 1900 (Gartenhaus)                                                                                 | Ländlicher Wohnbau mit charakteristischem Schopfwalmdach, breitem Dachhecht und unter Verkleidung erhaltener Fachwerkkonstruktion, baugeschichtlich von Bedeutung | 09204961 |
| Weitere Bilder                          | Mietshaus mit Vorgarten und Einfriedung | Louis-Schreiter-Straße 5 (Karte)                                                     | Bezeichnet mit 1903–1904 | Zeittypischer Mietsbau, Jugendstil-Formanklänge, baugeschichtlich von Bedeutung | 09204960 |
| Weitere Bilder                          | Mietvilla mit Vorgarten und Einfriedungsmauer | Louis-Schreiter-Straße 7 (Karte)                                                     | Ende 19. Jahrhundert | Einfacher kleiner villenartiger Wohnbau der Gründerzeit, mit qualitätvollen Schmuckdetails, baugeschichtlich von Bedeutung | 09204953 |
|                                         | Ehemaliges Rathaus mit Vorgarten | Louis-Schreiter-Straße 9 (Karte)                                                     | Bezeichnet mit 1902 | Historisierender Putzbau, originale Ausstattung, baugeschichtliche und hervorgehobene ortsgeschichtliche Bedeutung | 09204849 |
|                                         | Mietvilla mit Garten und Einfriedung | Oberfrohnaer Straße 84 (Karte)                                                       | Um 1905 | Qualitätvoller Wohnbau mit ländlichen Ziermotiven, außen und innen weitgehend original, baugeschichtlich von Bedeutung | 09204954 |
| Weitere Bilder                          | Gasthof „Goldener Löwe“ mit Ballsaal | Oberfrohnaer Straße 100 (Karte)                                                      | 3. Viertel 19. Jahrhundert (Kern des Gasthofs); Ende 19. Jahrhundert (Ballsaal)                                                             | Qualitätvoller, ortsgeschichtlich bedeutsamer Gasthof, Ballsaalanbau mit weitgehend erhaltenem Interieur | 09204944 |
| Weitere Bilder                          | Wohnhaus | Oberfrohnaer Straße 120 (Karte)                                                      | Bezeichnet mit 1796 (um 1763 Dendro) | Einfaches ländliches Wohnhaus mit original erhaltener Fachwerkkonstruktion im Obergeschoss, baugeschichtlich von Bedeutung | 09204933 |
| Weitere Bilder                          | Rittergut Oberrabenstein – Burg und Schloss (Sachgesamtheit) | Oberfrohnaer Straße 126, 128, 147, 149 (Karte)                                       | 1814 (Gutsbrauerei) | Sachgesamtheit Rittergut Oberrabenstein - Burg und Schloss, mit folgenden Einzeldenkmalen sowie den Sachgesamtheitsteilen Einfriedungsmauern und ehemaliges Malzhaus der Schlossbrauerei (heute Wohnhaus, Oberfrohnaer Straße 126): - Herrenhaus (Schloss) mit seitlich vorgelagertem Nebengebäude (siehe Oberfrohnaer Straße 149, 09204799) - Burg, teilweise Ruine, mit umgebendem Burgbezirk und angrenzendem Park (siehe Oberfrohnaer Straße 147, 09204800) - südliche der Burg englischer Landschaftspark (Gartendenkmal) und ehemalige Schäferei (siehe Oberfrohnaer Straße 128, 09204934) Komplex von großer stadtgeschichtlicher, baugeschichtlicher, künstlerischer sowie landschaftsprägender Bedeutung. | 09300457 |
| Weitere Bilder                          | Ehemaliges Kavaliershaus (sogenannte Schäferei) und Scheune (Einzeldenkmale der Sachgesamtheit 09300457) | Oberfrohnaer Straße 128 (Karte)                                                      | 1796 (Gutsscheune); 2. Hälfte 18. Jahrhundert (Schäferei)                                                                                   | Einzeldenkmale der Sachgesamtheit Rittergut Oberrabenstein; baugeschichtlich und ortsgeschichtlich von Bedeutung | 09204934 |
| Weitere Bilder                          | Wohnhaus und Scheune | Oberfrohnaer Straße 129 (Karte)                                                      | Bezeichnet mit 1838 | Wohnhaus mit unter Putz erhaltener Fachwerkkonstruktion im Obergeschoss und charakteristischem Dachhecht, Scheune in ungewöhnlicher axialer Anordnung, in ihrer Baukörperform original, baugeschichtlich von Bedeutung | 09204937 |
| Weitere Bilder                          | Eisenbahnviadukt über die Oberfrohnaer Straße (Rabensteiner Viadukt) | Oberfrohnaer Straße 129, 131 (zwischen) (Karte)                                      | 1897 Linie eröffnet | Gestalterisch anspruchsvolle Brücke, als Bogenbrücke in Naturstein und als Fachwerkträgerbrücke an der Bahnstrecke Limbach–Wüstenbrand (6638; sä. LWd) ausgeführt, baugeschichtlich, technikgeschichtlich und straßenbildprägend von Bedeutung | 09204932 |
|                                         | Wohnstallhaus | Oberfrohnaer Straße 131 (Karte)                                                      | 2. Drittel 19. Jahrhundert | Weitgehend original erhaltenes Wohnstallhaus mit überwiegend sichtbarem Fachwerk im Obergeschoss, markante Lage an der Kurve einer Durchgangsstraße, baugeschichtlich von Bedeutung | 09204970 |
| Direkt Bild zu diesem Denkmal hochladen | Neubauernhof und Seitengebäude | Oberfrohnaer Straße 140 (Karte)                                                      | Um 1948 | Weitgehend original erhaltenes Bauernhaus aus der frühen Nachkriegszeit, baugeschichtlich von Bedeutung | 09204803 |
| Weitere Bilder                          | Wohnhaus | Oberfrohnaer Straße 143 (Karte)                                                      | 1670 (Dendro) | Einfacher ländlicher Wohnbau mit unter Holzverschalung erhaltener Fachwerkkonstruktion, ausgezeichnet durch Nähe zur Burg Rabenstein, baugeschichtlich von Bedeutung | 09204938 |
| Weitere Bilder                          | Burg Rabenstein, teilweise Ruine, mit umgebendem Burgbezirk und angrenzendem Park (Einzeldenkmal der Sachgesamtheit 09300457)                                                                                             | Oberfrohnaer Straße 147 (Karte)                                                      | 12. Jahrhundert (im Kern) | Einzeldenkmal der Sachgesamtheit Rittergut Oberrabenstein; baugeschichtlich und historisch bedeutsame, malerisch auf einem Felssporn gelegene Burganlage, Kernbereich mit Bergfried noch vorhanden, Außenbereich anhand erhaltener Fundamente ablesbar | 09204800 |
| Weitere Bilder                          | Siegertsches Herrenhaus (Schloss Rabenstein) und seitlich vorgelagertes Nebengebäude (Einzeldenkmale der Sachgesamtheit 09300457)                                                                                         | Oberfrohnaer Straße 149 (Karte)                                                      | Bezeichnet mit 1776 | Einzeldenkmale der Sachgesamtheit Rittergut Oberrabenstein; herrschaftliches Anwesen mit mächtigem Mansarddach, neobarockem Ziergiebel und Dachreiter, niedrigeres Nebengebäude in verwandter Baukörperform, baugeschichtlich und ortsgeschichtlich von Bedeutung | 09204799 |
| Weitere Bilder                          | Neubauernhaus | Oberfrohnaer Straße 163 (Karte)                                                      | Um 1948 | Weitgehend original erhaltenes Bauernhaus aus der frühen Nachkriegszeit mit charakteristischem, weithin sichtbarem Fachwerkgiebel, baugeschichtlich von Bedeutung | 09204802 |
| Weitere Bilder                          | Kulturhaus und Brunnen auf dem Vorplatz sowie Pergola mit Pavillon im Park an der Pelzmühlenstraße (Einzeldenkmale der Sachgesamtheit 09302787)                                                                           | Pelzmühlenstraße 19 (neben), Unritzstraße 40 (Karte)                                 | 1949–1951 (Kulturhaus); 1950er Jahre (Brunnen, Gartenpavillon und Pergola)                                                                  | Einzeldenkmale der Sachgesamtheit Kulturhaus der Bergarbeiter; einer der bedeutendsten Kulturhausbauten in Sachsen mit mächtigem, von sechs Säulen getragenem Portikus, gehört zu der kleinen Zahl repräsentativer Bauten, durch die die Sowjetische Aktiengesellschaft (SAG) Wismut den Chemnitzer Vorort Siegmar zur Firmen-„Hauptstadt“ umgestaltete, baugeschichtlich von Bedeutung, die gegenüberliegende Turn- und Schwimmhalle Pelzmühlenstraße 25 wichtig als städtebauliches Pendant, umgebender, einheitlich konzipierter Park in wesentlichen Teilen noch original erhalten | 09204974 |
|                                         | Eisenbahnbrücke über die Riedstraße | Riedstraße 5 (bei) (Karte)                                                           | Um 1905 | Flache Bogenbrücke mit kleineren seitlichen Bögenin Betonbauweise mit rustizierter Werksteinverkleidung an der Bahnstrecke Küchwald–Obergrüna, technikgeschichtlich und eisenbahngeschichtlich von Bedeutung. Die Eisenbahnbrücke gehört zu einer am 17. Dezember 1903 eröffneten normalspurigen Eisenbahnstrecke. Hierbei handelt es sich um eine 11,665 km lange, nicht elektrifizierte Nebenstrecke, die ausschließlich dem Güterverkehr dienen sollte. Mit dem Bau der Strecke sollte die Belieferung der Industrie in Altendorf vorrangig befördert werden. Gleichzeitig diente sie auch als Ausweichstrecke der Hauptstrecke von Chemnitz nach Zwickau. Am 30. September 2004 erfolgte endgültig ihre Stilllegung. Eine Nachnutzung als Rad- und Wanderweg ist geplant. Am Streckenkilometer 9,545 befindet sich die 1903 erbaute Eisenbahnüberführung über die Riedstraße mit den Abmessungen 24,80/5,1/4,3. Dabei handelt es sich um eine dreibogige Betonbrücke mit Bruchsteinverkleidung. Die Brücke blieb in guten Originalzustand erhalten. Sie ist ein bauliches Zeugnis der nunmehr stillgelegten Eisenbahnstrecke zwischen Chemnitz Küchwald und Wüstenbrand und daher von stadtgeschichtlicher sowie verkehrsgeschichtlicher Bedeutung. | 09204972 |
| Direkt Bild zu diesem Denkmal hochladen | Sommerhäuschen | Rödenteichstraße 4a (Karte)                                                          | Um 1925 | Qualitätvolles und sehr gut erhaltenes Holzhaus, baugeschichtlich von Bedeutung | 09204969 |
| Weitere Bilder                          | Rabensteiner Friedhof (Sachgesamtheit) | Röhrsdorfer Straße (Karte)                                                           | 1906 | Sachgesamtheit Rabensteiner Friedhof: Friedhof mit Kapelle, Gefallenendenkmal mit umliegenden Soldatengräbern und Grabstellen (siehe 09204805); einfache, durch zentrales Wegekreuz gegliederte Anlage mit altem Baumbestand, zahlreiche bemerkenswerte Grabmale, baugeschichtlich und ortsgeschichtlich von Bedeutung | 09302797 |
| Weitere Bilder                          | Kapelle, Gefallenendenkmal mit umliegenden Soldatengräbern und Grabstellen (Einzeldenkmale der Sachgesamtheit 09302797)                                                                                                   | Röhrsdorfer Straße (Karte)                                                           | 1906 (Eröffnung des Friedhofs und Bau der Kapelle); 1920er Jahre (Kriegerdenkmal)                                                           | Einzeldenkmale der Sachgesamtheit Rabensteiner Friedhof; einfache, durch zentrales Wegekreuz gegliederte Anlage mit altem Baumbestand, zahlreiche bemerkenswerte Grabmale, baugeschichtlich und ortsgeschichtlich von Bedeutung | 09204805 |
|                                         | Wohnhaus | Röhrsdorfer Straße 4 (Karte)                                                         | 2. Drittel 19. Jahrhundert | Typischer ländlicher Wohnbau mit unter Verkleidung erhaltener Fachwerkkonstruktion im Obergeschoss, baugeschichtlich von Bedeutung | 09204767 |
|                                         | Wohnhaus | Röhrsdorfer Straße 5 (Karte)                                                         | 2. Drittel 19. Jahrhundert | Typischer ländlicher Wohnbau mit unter Schieferverkleidung erhaltener Fachwerkkonstruktion im Obergeschoss, baugeschichtlich von Bedeutung | 09204766 |
| Direkt Bild zu diesem Denkmal hochladen | Eisenbahnbrücke über den Schaftreiberweg | Schaftreiberweg (Karte)                                                              | Um 1902/1903 | Kleine Bogenbrücke mit flankierender Böschungsmauer in Betonbauweise mit rustizierter Werksteinverkleidung an der Bahnstrecke Küchwald–Obergrüna, technik- und eisenbahngeschichtlich von Bedeutung. Die Eisenbahnbrücke über den Schaftreiberweg im Ortsteil Rabenstein gehört zu einer am 17. Dezember 1903 eröffneten normalspurigen Eisenbahnstrecke. Hierbei handelt es sich um eine 11,665 km lange, nicht elektrifizierte Nebenstrecke, die ausschließlich dem Güterverkehr dienen sollte. Mit dem Bau der Strecke sollte die Belieferung der Industrie in Altendorf vorrangig befördert werden. Gleichzeitig diente sie auch als Ausweichstrecke der Hauptstrecke von Chemnitz nach Zwickau. Am 30. September 2004 erfolgte endgültig ihre Stilllegung. Eine Nachnutzung als Rad- und Wanderweg ist derzeit geplant. Vermutlich 1902/1903 erbaute Eisenbahnüberführung über den Schaftreiberweg im Rabensteiner Weg. Dabei handelt es sich vermutlich um eine Betonbogenbrücke mit Bruchsteinverkleidung. Die Brücke blieb in guten Originalzustand erhalten. Sie ist ein bauliches Zeugnis der nunmehr stillgelegten Eisenbahnstrecke zwischen Chemnitz Küchwald und Wüstenbrand und daher von stadt- sowie verkehrsgeschichtlicher Bedeutung. | 09304719 |
| Direkt Bild zu diesem Denkmal hochladen | Golfclubhaus mit Garten (ehemaliger Golf- und Landclub) | Thomas-Müntzer-Höhe 1 (Karte)                                                        | 1928–1930 | Bemerkenswertes, am Neuen Bauen orientiertes Gebäude auf charakteristischem ovalem Grundriss, wichtiges Werk des Architekten Max Feistel, weitestgehend unverändert, baugeschichtlich von Bedeutung | 09204804 |
| Weitere Bilder                          | Wohnhaus und Seitengebäude eines Bauernhofes | Trützschlerstraße 2 (Karte)                                                          | Bezeichnet mit 1870 | Stattliches Bauernhaus in markanter Lage, Fachwerkkonstruktion im Obergeschoss teilweise erhalten, baugeschichtlich und wirtschaftsgeschichtlich von Bedeutung | 09204779 |
| Direkt Bild zu diesem Denkmal hochladen | Schmiede | Trützschlerstraße 6a (Karte)                                                         | 1882–1884 | Weitgehend original erhaltener Putzbau, Teil eines dörflichen Anwesens, bau- und ortsgeschichtliche sowie technik- und sozialgeschichtliche Bedeutung. Das erhaltene Gebäude der ehemaligen Dorfschmiede wurde anstelle eines Vorgängerbaues 1882–1884 errichtet. Der gut proportionierte Putzbau mit strukturierenden Natursteingewänden wird durch ein flaches Satteldach abgeschlossen. Die nach Westen und somit zum Hof gerichtete Traufseite besitzt ein zweiachsiges Zwerchhaus mit zwei begleitenden kleinen Runddachgaupen. Das hofseitige große Tor wurde nachträglich eingefügt. Die Rückseite wird durch eine gleichmäßige Reihung großer Fensteröffnungen bestimmt. Die ursprüngliche technische Ausstattung der Schmiede ist nicht erhalten, aber die Stelle des Schmiedefeuers an der Nordwand des weitgespannten Raumes ablesbar. Die Decke auf zwei Unterzügen (wahrscheinlich Eisenbetonträgern) wird von Eisenstützen und einer gusseisernen Säule getragen. Reste einer Transmission, die zum Antrieb eines 1928 angeschafften elektrischen Pufferhammers dienten, sind erhalten. Ein räumlich abgetrennter hölzerner Treppenaufgang führt in das ausgebaute Dachgeschoss mit Fachwerktrennwänden. Hier befanden sich zwei kleine Wohnungen für Gesellen bzw. Lehrlinge. Die erhaltenen bauzeitlichen Ausstattungsstücke (Holzfenster, Türen) ergänzen den historischen Aussagewert des Gebäudes. Die authentisch erhaltene ehemalige Schmiede erlangt unter typologischem Aspekt bau- und technikgeschichtliche Bedeutung. Als einst wichtiger Teil der dörflichen und späteren vorstädtischen Wirtschafts- und Sozialstruktur verkörpert es zudem einen heimatgeschichtlichen Aussagewert. | 09307255 |
| Weitere Bilder                          | Rittergut Niederrabenstein (Sachgesamtheit) | Trützschlerstraße 8, 8a, 8b (Rittergutsweg 14, 14a, 14b, 14c, 14d, 14e, 14f) (Karte) | Bezeichnet mit 1834 (Wirtschaftsgebäude); um 1834 (Herrenhaus und Gutsscheune); 1950er Jahre (Mietshaus)                                    | Sachgesamtheit Rittergut Niederrabenstein mit den folgenden Bestandteilen: Herrenhaus, zwei Scheunen, Nebengebäude im Park (siehe 09304735), Rest des ehemaligen Gutsparks mit Teich (Gartendenkmal) sowie den Sachgesamtheitsteilen ehemaliges Wirtschaftsgebäude (Anschrift: Rittergutsweg 14–14f, auch als Speicher bezeichnet, heute Wohnhaus) und kleine Wohnanlage aus zwei Mietshäusern (nicht zum Rittergut gehörend, Anschrift: Trützschlerstraße 8a und 8b); historisch bedeutsame Gutsanlage, personengeschichtlich von Bedeutung sowie durch seine dominante Lage nahe der Kirche ortsbildprägend | 09204957 |
| Weitere Bilder                          | Herrenhaus, Speicher, zwei Scheunen, Nebengebäude im Park (Einzeldenkmale der Sachgesamtheit 09204957) | Trützschlerstraße 8 (Karte)                                                          | 1834 (Herrenhaus, Wirtschaftsgebäude und Gutsscheune); 2. Hälfte 19. Jahrhundert (Schuppen im Park)                                         | Einzeldenkmale der Sachgesamtheit Rittergut Niederrabenstein; wichtige Bestandteile einer historisch bedeutsamen Gutsanlage, teilweise baulich verändert, aber im Grundbestand erhalten, baugeschichtlich von Bedeutung | 09304735 |
| Weitere Bilder                          | Kantorat | Trützschlerstraße 9 (Karte)                                                          | Bezeichnet mit 1839 | Qualitätvoller, symmetrisch gegliederter Mauerwerksbau mit markantem klassizistischem Portal, baugeschichtlich und ortsgeschichtlich von Bedeutung | 09204798 |
| Weitere Bilder                          | Schule mit Turnhalle und vorgelagerter Grünanlage | Trützschlerstraße 10 (Karte)                                                         | Um 1905 | Stattlicher Schulbau, Stilmotive der deutschen Neorenaissance, mächtiger Ziergiebel, bemerkenswerte Werksteindetails, baugeschichtlich und ortsgeschichtlich von Bedeutung | 09204949 |
| Weitere Bilder                          | Krankenhaus mit Haupthaus (Haus A, Nr. 23), Kinderklinik (Haus K, Nr. 21) und Pavillon an der Riedstraße (ehemals Bezirkskrankenhaus Rabenstein, heute DRK-Krankenhaus Chemnitz-Rabenstein)                               | Unritzstraße 21, 23 (Karte)                                                          | 1912–1913 (Haupthaus A); bezeichnet mit 1928 (Kinderklinik)                                                                                 | Ausgedehnte, einheitlich im Reformstil der Zeit um 1910 und in traditionalistischen Formen der 1920er Jahre gestaltete Anlage, bewegte Massengliederung mit akzentuierendem Reliefschmuck, baugeschichtlich von Bedeutung | 09204973 |
| Weitere Bilder                          | Kulturhaus der Bergarbeiter (Sachgesamtheit) | Unritzstraße 40 (Pelzmühlenstraße 25) (Karte)                                        | 1949–1951, Park im Kern älter | Sachgesamtheit Kulturhaus der Bergarbeiter, mit folgenden Einzeldenkmalen sowie umgebender Grünanlage (Gartendenkmal) mit Teich und Böschungsmauern: - Kulturpalast und Brunnen auf dem Vorplatz sowie Pergola mit Pavillon im Park an der Pelzmühlenstraße (siehe Unritzstraße 40, 09204974) - gegenüberliegende Sportstätte, bestehend aus Turnhalle und Schwimmhalle mit Keramikwandbild (siehe Pelzmühlenstraße 25, 09203594) Einer der bedeutendsten Kulturhausbauten in Sachsen, gehört zu der kleinen Zahl repräsentativer Bauten der 1950er Jahre, durch die die Sowjetische Aktiengesellschaft (SAG) Wismut den Chemnitzer Vorort Siegmar zur Firmen-„Hauptstadt“ umgestaltete, die dem zentralen Wismut-Kulturpalast gegenüberliegende Turn- und Schwimmhalle wichtig als städtebauliches Pendant, umgebender, einheitlich konzipierter Park in wesentlichen Teilen noch original erhalten | 09302787 |
| Weitere Bilder                          | Kulturhaus und Brunnen auf dem Vorplatz sowie Pergola mit Pavillon im Park an der Pelzmühlenstraße (Einzeldenkmale der Sachgesamtheit 09302787)                                                                           | Unritzstraße 40, Pelzmühlenstraße 19 (neben) (Karte)                                 | 1949–1951 (Kulturhaus); 1950er Jahre (Brunnen, Gartenpavillon und Pergola)                                                                  | Einzeldenkmale der Sachgesamtheit Kulturhaus der Bergarbeiter; einer der bedeutendsten Kulturhausbauten in Sachsen mit mächtigem, von sechs Säulen getragenem Portikus, gehört zu der kleinen Zahl repräsentativer Bauten, durch die die Sowjetische Aktiengesellschaft (SAG) Wismut den Chemnitzer Vorort Siegmar zur Firmen-„Hauptstadt“ umgestaltete, baugeschichtlich von Bedeutung, die gegenüberliegende Turn- und Schwimmhalle Pelzmühlenstraße 25 wichtig als städtebauliches Pendant, umgebender, einheitlich konzipierter Park in wesentlichen Teilen noch original erhalten | 09204974 |
| Direkt Bild zu diesem Denkmal hochladen | Wohnhaus in offener Bebauung, mit Garagenanbau, Terrasse mit Schwimmbecken und Gewächshaus, Vorgarten und Garten sowie Toreinfahrt                                                                                        | Waldstraße 5 (Karte)                                                                 | 1969–1970 | Putzfassade, bemerkenswertes Zeugnis für privaten Individualwohnungsbau in der DDR, baugeschichtlich von Bedeutung, als Einfamilienhaus in Großblockbauweise Typenreihe 0,8 MP von Seltenheitswert. Das Professorenwohnhaus wurde 1969–1970 für den an der Hochschule lehrenden Professor und Rektor Christian Weißmantel errichtet und ist im heutigen Sachsen einer der bedeutendsten und interessantesten Privatwohnungsbauten der DDR aus den 1960er Jahren. Die Pläne fertigte Dr. Ing. habil. K. Siegfried Hausdorf. Straßenseitig zeigt sich der kubische Baukörper recht kompakt mit Flachdach und Verzicht auf jegliche Fassadengliederungen, besitzt einfache eingeschnittene Fensteröffnungen. In der Gestaltung aufwendiger präsentiert sich die teils großzügig belichtete Gartenfront, der eine umfängliche Terrasse mit integriertem Schwimmbecken vorgelagert ist. Seltenheitswert besitzt die einzigartige Einfügung eines Gewächshauses in den Gesamtkomplex: eingespannt zwischen Terrasse und Gartenweg. Ein Zugang zum Glashaus ist nicht nur vom Garten her, sondern zudem direkt vom Keller des Hauses aus möglich. Seitlich ist ein niedrigerer Anbau angefügt: hier befindet sich der überdachte Gartenzugang. Über ihm und der Garage liegt in Höhe des Obergeschosses eine weitere Terrasse, gestalterisch von einer zum Garten stehenden Pergola akzentuiert. Für die Gesamtanlage erweist sich die Hanglage des Grundstücks gewissermaßen als Glücksfall, wird so doch die geschilderte Anordnung der einzelnen Bauteile eindrücklich sichtbar und erlebbar. Im Garten haben sich, ebenso wie im Wohngebäude, die Ausstattungen der Erbauungszeit weitgehend original erhalten.     | 09304663 |
| Direkt Bild zu diesem Denkmal hochladen | Villa mit Garten | Waldstraße 12 (Karte)                                                                | 1929 | Anspruchsvoll gestalteter Villenbau, bemerkenswert als früher Vertreter des Neuen Bauens in Chemnitz, außen und innen guter Erhaltungszustand, baugeschichtlich von Bedeutung | 09204842 |
| Weitere Bilder                          | Felsendom Rabenstein (Sachgesamtheit) | Weg nach dem Kalkwerk 4, 5 (Karte)                                                   | 1375 (Beginn des Kalkabbaus); um 1750 (Beginn des Untertagebaus); 1936 (Eröffnung des Schaubergwerks „Felsendom“)                           | Sachgesamtheit Felsendom Rabenstein, ehemaliges Kalkbergwerk (heute Schaubergwerk) mit den Einzeldenkmalen: Reste eines Förderturms, Kalköfen, Brennmeisterhaus (Nr. 5), Wohn- und Verwaltungsgebäude (später Raststätte Felsendome, Nr. 4), zwei Kioske (Kassenhäuschen und Imbiss), mit den Sachgesamtheitsteilen: Steinbruch für Übertageabbau, unterirdischem Bergwerk auf vier Sohlen und ehemaligem Betriebsgelände; bedeutende bergbauhistorische Anlage, verschiedene Phasen der Kalkgewinnung und -verarbeitung sind ablesbar, besonders wertvoll die Kalköfen mit dem dazugehörigen Brennmeisterhaus, Wohn- und Verwaltungsgebäude sowie zwei Kioske sind Teile der Sachgesamtheit, bergbaugeschichtlich und ortsgeschichtlich von Bedeutung | 09204778 |
| Weitere Bilder                          | Reste eines Förderturms, Kalköfen, Brennmeisterhaus (Nr. 5), Wohn- und Verwaltungsgebäude (später Raststätte Felsendome, Nr. 4) sowie zwei Kioske (Kassenhäuschen und Imbiss), Einzeldenkmale der Sachgesamtheit 09204778 | Weg nach dem Kalkwerk 4, 5 (Karte)                                                   | 1. Drittel 19. Jahrhundert (Kalkofen); bezeichnet mit 1829 (Brennmeisterhaus); um 1870 (Wohn- und Verwaltungsgebäude); 1950er Jahre (Kiosk) | Einzeldenkmale der Sachgesamtheit Felsendom Rabenstein; ehemaliges Kalkbergwerk (heute Schaubergwerk), bedeutende bergbauhistorische Anlage, verschiedene Phasen der Kalkgewinnung und -verarbeitung sind ablesbar, besonders wertvoll die Kalköfen mit dem dazugehörigen Brennmeisterhaus, bergbaugeschichtlich und ortsgeschichtlich von Bedeutung | 09302884 |
| Direkt Bild zu diesem Denkmal hochladen | Wohnhaus | Weigandstraße 10 (Karte)                                                             | 2. Drittel 19. Jahrhundert | Kleiner ländlicher Wohnbau, Schopfwalmdach mit kurzem Dachhecht, Fachwerkkonstruktion im Obergeschoss unter Verkleidung erhalten, baugeschichtlich von Bedeutung | 09204939 |
|                                         | Wohnhaus | Weigandstraße 21 (Karte)                                                             | 2. Viertel 19. Jahrhundert | Einfacher ländlicher Wohnbau, Fachwerkkonstruktion im Obergeschoss unter Verkleidung erhalten, baugeschichtlich von Bedeutung | 09204941 |
| Direkt Bild zu diesem Denkmal hochladen | Wohnhaus | Weigandstraße 26 (Karte)                                                             | 2. Viertel 19. Jahrhundert (Wohnhaus); bezeichnet mit 1850 (Wohnhaus)                                                                       | Einfacher ländlicher Wohnbau, Fachwerkkonstruktion im Obergeschoss erhalten, baugeschichtlich von Bedeutung | 09204940 |
| Direkt Bild zu diesem Denkmal hochladen | Wohnhaus | Weigandstraße 27 (Karte)                                                             | 2. Viertel 19. Jahrhundert | Ländlicher Wohnbau mit unter Verkleidung erhaltener Fachwerkkonstruktion im Obergeschoss, baugeschichtlich von Bedeutung | 09204948 |
|                                         | Häuslerhaus | Weigandstraße 28 (Karte)                                                             | Um 1835 laut Auskunft des Eigentümers | Kleiner ländlicher Wohnbau, Fachwerkkonstruktion im Obergeschoss, Schieferverkleidung, weitgehend unverändert, baugeschichtlich von Bedeutung | 09204947 |
| Weitere Bilder                          | Eisenbahnbrücke über die Weigandstraße | Weigandstraße 28 (bei) (Karte)                                                       | 1903 | Kleine segmentbogenförmige Bahnüberführung an der Bahnstrecke Küchwald–Obergrüna, Verkleidung von Brücke und flankierender Böschungsmauer in Werksteinrustika, eisenbahngeschichtlich von Bedeutung. Die Eisenbahnbrücke gehört zu einer am 17. Dezember 1903 eröffneten normalspurigen Eisenbahnstrecke. Hierbei handelt es sich um eine 11,665 km lange, nicht elektrifizierte Nebenstrecke, die ausschließlich dem Güterverkehr dienen sollte. Mit dem Bau der Strecke sollte die Belieferung der Industrie in Altendorf vorrangig befördert werden. Gleichzeitig diente sie auch als Ausweichstrecke der Hauptstrecke von Chemnitz nach Zwickau. Am 30. September 2004 erfolgte endgültig ihre Stilllegung. Eine Nachnutzung als Rad- und Wanderweg ist geplant. Am Streckenkilometer 9,945 befindet sich die 1903 erbaute Eisenbahnüberführung über die Weigandstraße mit den Abmessungen 13,0/5,9. Dabei handelt es sich um eine Betonbogenbrücke mit Bruchsteinverkleidung. Die Brücke blieb in guten Originalzustand erhalten. Sie ist ein bauliches Zeugnis der nunmehr stillgelegten Eisenbahnstrecke zwischen Chemnitz Küchwald und Wüstenbrand und daher von stadtgeschichtlicher sowie verkehrsgeschichtlicher Bedeutung. | 09204946 |

## Ehemalige Denkmäler
| Bild                                    | Bezeichnung                                  | Lage                               | Datierung                  | Beschreibung | ID       |
| --------------------------------------- | -------------------------------------------- | ---------------------------------- | -------------------------- | --- | -------- |
| Direkt Bild zu diesem Denkmal hochladen | Wohnanlage mit Gärten der Siedlung „Am Ried“ | Am Ried 1 bis 25, 6 bis 24 (Karte) |                            | Erhalten, Streichung aus der Denkmalliste 2010 |          |
| Direkt Bild zu diesem Denkmal hochladen | Wohnhaus                                     | Georg-Weerth-Straße 10 (Karte)     |                            | Erhalten, Streichung aus der Denkmalliste vor 2010 |          |
| Direkt Bild zu diesem Denkmal hochladen | Wohnhaus                                     | Georg-Weerth-Straße 25 (Karte)     |                            | Abgerissen zwischen 2009 und 2010, Streichung aus der Denkmalliste vor 2010. |          |
| Direkt Bild zu diesem Denkmal hochladen | Wohnhaus                                     | Kurze Straße 1 (Karte)             | 2. Drittel 19. Jahrhundert | Charakteristischer ländlicher Wohnbau auf L-förmigem Grundriss mit Schopfwalmdach, weitestgehend unverändert, baugeschichtlich von Bedeutung. Nach 2013 von der Denkmalliste gestrichen. | 09204945 |
| Direkt Bild zu diesem Denkmal hochladen | Wohnhaus                                     | Limbacher Straße 331 (Karte)       |                            | Abgerissen zwischen 2001 und 2006, Streichung aus der Denkmalliste vor 2010 |          |
| Direkt Bild zu diesem Denkmal hochladen | Wohnhaus                                     | Limbacher Straße 351 (Karte)       |                            | Ruinös, Streichung aus der Denkmalliste 2010 |          |
| Direkt Bild zu diesem Denkmal hochladen | Wohnhaus                                     | Limbacher Straße 355 (Karte)       |                            | Abgerissen zwischen 2006 und 2009, Streichung aus der Denkmalliste vor 2010 |          |
| Direkt Bild zu diesem Denkmal hochladen | Wohnhaus und Gewerbegebäude                  | Limbacher Straße 357 (Karte)       |                            | Erhalten, Streichung aus der Denkmalliste vor 2010 |          |
| Direkt Bild zu diesem Denkmal hochladen | Gasthaus und Saal „Weißer Adler“             | Limbacher Straße 361 (Karte)       |                            | Abgerissen zwischen 2006 und 2009, Streichung aus der Denkmalliste vor 2010 |          |
|                                         | Mietshaus und Laden                          | Louis-Schreiter-Straße 2 (Karte)   |                            | Erhalten, Streichung aus der Denkmalliste 2010 |          |

## Tabellenlegende
- Bild: Bild des Kulturdenkmals, ggf. zusätzlich mit einem Link zu weiteren Fotos des Kulturdenkmals im Medienarchiv Wikimedia Commons. Wenn man auf das Kamerasymbol klickt, können Fotos zu Kulturdenkmalen aus dieser Liste hochgeladen werden:
- Bezeichnung: Denkmalgeschützte Objekte und ggf. Bauwerksname des Kulturdenkmals
- Lage: Straßenname und Hausnummer oder Flurstücknummer des Kulturdenkmals. Die Grundsortierung der Liste erfolgt nach dieser Adresse. Der Link (Karte) führt zu verschiedenen Kartendiensten mit der Position des Kulturdenkmals. Fehlt dieser Link, wurden die Koordinaten noch nicht eingetragen. Sind diese bekannt, können sie über ein Tool mit einer Kartenansicht einfach nachgetragen werden. In dieser Kartenansicht sind Kulturdenkmale ohne Koordinaten mit einem roten bzw. orangen Marker dargestellt und können durch Verschieben auf die richtige Position in der Karte mit Koordinaten versehen werden. Kulturdenkmale ohne Bild sind an einem blauen bzw. roten Marker erkennbar.
- Datierung: Baubeginn, Fertigstellung, Datum der Erstnennung oder grobe zeitliche Einordnung entsprechend des Eintrags in der sächsischen Denkmaldatenbank
- Beschreibung: Kurzcharakteristik des Kulturdenkmals entsprechend des Eintrags in der sächsischen Denkmaldatenbank, ggf. ergänzt durch die dort nur selten veröffentlichten Erfassungstexte oder zusätzliche Informationen
- ID: Vom Landesamt für Denkmalpflege Sachsen vergebene, das Kulturdenkmal eindeutig identifizierende Objekt-Nummer. Der Link führt zum PDF-Denkmaldokument des Landesamtes für Denkmalpflege Sachsen. Bei ehemaligen Kulturdenkmalen können die Objektnummern unbekannt sein und deshalb fehlen bzw. die Links von aus der Datenbank entfernten Objektnummern ins Leere führen. Ein ggf. vorhandenes Icon  führt zu den Angaben des Kulturdenkmals bei Wikidata.